# Playa de los Frailes (Ecuador)
La playa de los Frailes es una de las áreas protegidas del Parque Nacional Machalilla en Manabí, Ecuador.
El hecho de estar en el interior del parque Machalilla ha permitido que se mantenga en estado natural, limpia y tranquila, donde puede disfrutar de un cálido baño, nadar, caminar o simplemente descansar, disfrutando de la suavidad de la arena blanca se caracteriza por sus acantilados: Tiene una extensión aproximada de 3 kilómetros.
Para llegar a ella es necesario cruzar un bosque seco con árboles en forma de botella y una exuberante presencia de palo santo característico árbol de la zona.
Para los más aventureros existe un sendero a la derecha que es más interesante, su recorrido requiere más tiempo, pero vale el sacrificio, se visitan dos playas y un mirador antes de Los Frailes, se trata de Playita Negra y la Tortuguita, que son más pequeñas e igualmente bonitas.
Entre junio y octubre se puede observar el espectáculo del apareamiento de las ballenas jorobadas.
A pesar de que la playa los Frailes está en una bahía semicircular, tiene pocas olas y sus aguas lucen tranquilas y seductoras.

## Ubicación
Se encuentra en el Parque Nacional Machalilla, al sur del poblado de Machalilla y a 12 km al norte de Puerto López en Jipijapa (Norte), Manabí. Ecuador

## La tortuguita y la playita negra
Desde la playa de Los Frailes, puede tomar un sendero que te guiará hacia el Mirador Las Fragatas, un cerro de 110 metros de altura. Al descender de este mirador podrás avanzar hasta la playa Tortuguita ideal para caminar y tomar fotografías, recuerda que en esta playa no esta permitido bañarse.
Desde Tortuguita podrás tomar otro sendero que te guiará a la Playa prieta, como también se llama a la playita negra, donde tampoco te podrás bañar. Los senderos son fáciles de caminar, están señalizados, así que resultará bien difícil que te pierdas.

## Extensión
La Playa de "Los Frailes" tienen una extensión aproximada de 3 kilómetros, desde Punta Cabuya hasta Punta Los Frailes.

## Clima
El clima en Playa de los Frailes es caluroso. Su temperatura varía entre los 25 y 29 °C.

## Flora and fauna
Entre las plantas nativas de esta zona encontramos: rastreras, manzanillo, muyuyo, palosanto, barbasco, cactus, papayo, chapuca, pechiche marino, arrayan o realito, verdolaga marina, tuna, entre otros.
En los alrededores de esta playa se pueden encontrar ballenas, delfines, mantarrayas, tortugas, Piqueros de patas azules, pelícanos, gallinazos, garza blanca, gaviota, caracoles, cangrejos, entre otras.

## Atractivos
• Senderismo: Los amantes del senderismo y la naturaleza pueden tomar el camino más largo, que serpentea a través de un bosque seco con árboles en forma de botella con gruesas espinas y cactus alargados y finos. Además, hay formaciones rocosas, miradores, pequeñas bahías e isletas.
Este sendero pasa además por dos playas:
• Playita Prieta, una pequeña bahía de arenas negras.
• Playa "La Tortuguita", sus aguas son transparentes, presentan un color verde claro.
Desde la Playa La Tortuguita se puede retomar la vía principal hacia la Playa de Los Frailes, o tomar otro desvío que conduce a través de árboles aromáticos hasta un alto descampado desde donde es posible ver la orilla.
Quienes escojan esta caminata serán recompensados con diversos avistamientos de vida silvestre que pueden incluir piqueros de patas azules, aves fragatas, lagartos, venados, y por supuesto, las blancas arenas de la abierta y natural Playa de Los Frailes.

## Recomendaciones
Recomendamos nadar en compañía de otras personas y hacerlo sólo en los extremos de la bahía donde la corriente es más débil. También se recomienda traer bastante agua, bloqueador solar y un sombrero grande o una sombrilla de playa puesto que hay pocos lugares con sombra.

## Instalaciones
En Machalilla hay varios hoteles y hostales donde es posible disfrutar de un placentero descanso al borde de la playa. También hay cabañas privadas frente a la playa.

## ¿Qué debes saber?
Se podría decir que estas playas son vírgenes, muy pocos turistas las visitan, quizás porque su acceso se realiza tras largas caminatas, sin embargo el esfuerzo bien vale la pena, pues su fina arena blanca, el color turquesa de sus aguas, un imponente paisaje decorado con cerros y peñascos cubiertos de árboles, te enamorarán, no es mentira afirmar que es una de las playas más hermosas del Ecuador.